# Stjärnmossesläktet
Stjärnmossor (Mnium) är ett släkte av bladmossor som växer i mest i lövskog och andra skuggiga fuktiga miljöer. Familjen Mniaceae omfattar i Norden numera detta enda släkte, Mnium, med sju arter varav de flesta finns i fjällen.
De flesta stjärnmossor är några centimeter höga och löst tuvade. Stjärnmossor har ovala till långsmala blad, de flesta med tjock kantlist och parvisa tänder.
Tidigare räknades fler mossor till stjärnmossorna. Enligt modern klassificering (Nationalnyckeln) räknas vissa arter numera till praktmossesläktet Plagiomnium, källpraktmossesläktet Pseudobryum och rundmossesläktet Rhizomnium.

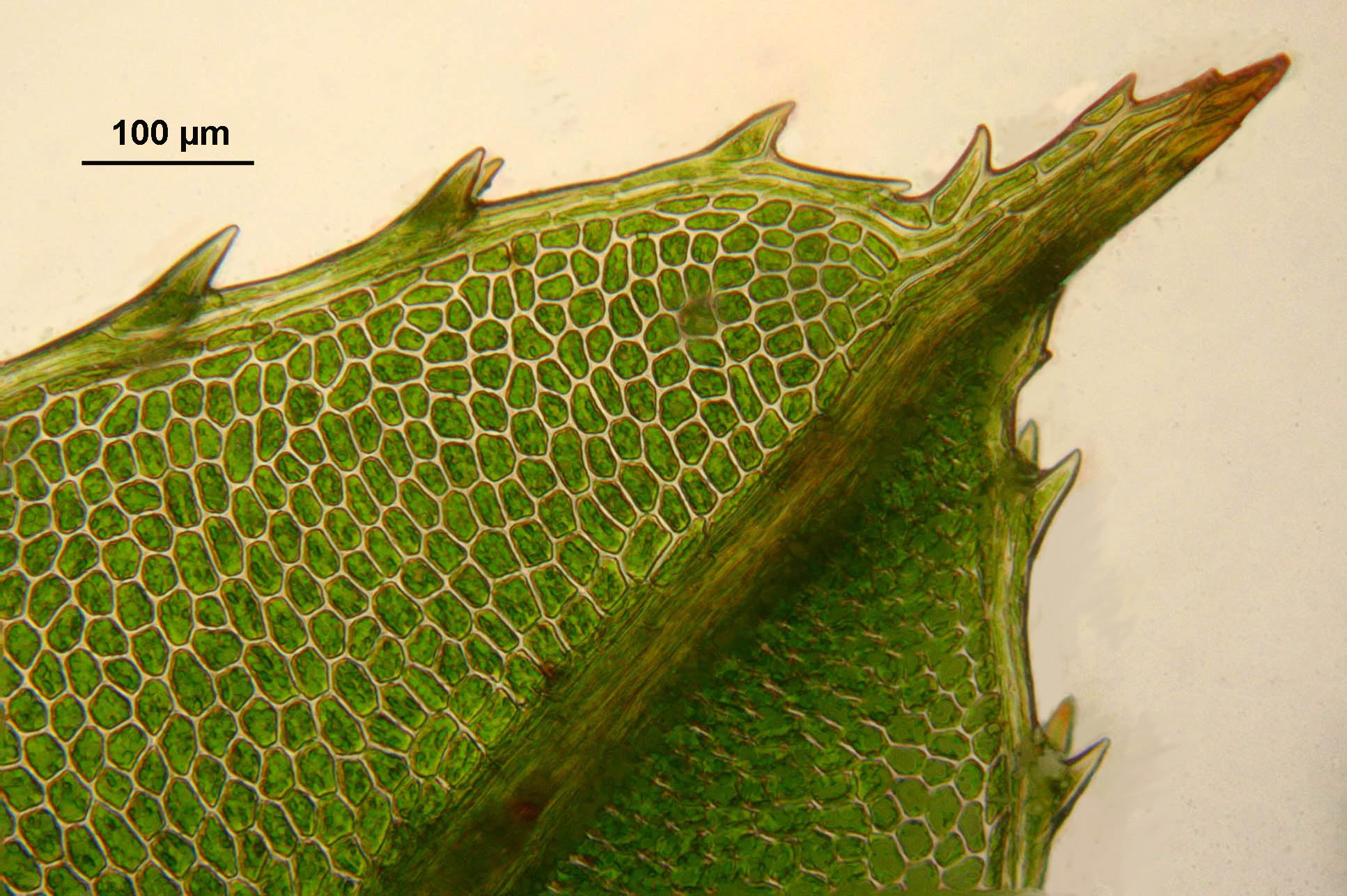
Typiska parvis sittande tänder på bladkanten, här hos uddstjärnmossa.